# Тепе, Аманда
Ама́нда Кри́стин Тепе́ (англ. Amanda Christie Tepe; род. 16 октября 1977, Цинциннати, Огайо) — американская актриса и комедиантка. Известна исполнением многочисленных ролей в телесериале «Волшебники из Вэйверли Плэйс» (2007—2009). Так же играла эпизодическую роль в сериале "Касл" (5 сезон 23 серия).
"

## Личная жизнь
В 2008—2016 годы Аманда была замужем за актёром Джеффри Стабблфилдом.

## Избранная фильмография
| Год       |   | Русское название             | Оригинальное название    | Роль |
| --------- | - | ---------------------------- | ------------------------ | --- |
| 2006      | с | Декстер                      | Dexter                   | молодая лаборантка |
| 2007—2009 | с | Волшебники из Вэйверли Плэйс | Wizards of Waverly Place | управляющая магазином / хозяйка / менеджер / метрдотель / охранница / дама в информационном бюро / смотрительница музея / продавщица хот-догов |